# Зубатац
Зубатац (лат. Dentex dentex) је риба из породице кантара или љускавки (Sparidae) (са коштаним скелетом (кошљориба) и несавитљивим, коштаним жбицама у леђном и аналном перају (тврдоперка). Представља једну од познатијих риба у Јадранском мору. Може да достигне дужину од 1 m и тежину до 20 kg. Због укусног и квалитетног меса је веома тражена риба.